# Stanisław Stawiarski
Stanisław Stawiarski (ur. 1933 w Pisarach) – polski urzędnik i dyplomata, ambasador PRL w Mongolii (1980–1984), ambasador RP w Algierii (1990–1995). 

## Życiorys
Ukończył Wydział Dyplomatyczno-Konsularny Szkoły Głównej Służby Zagranicznej. Od 1956 pracował w Ministerstwie Spraw Zagranicznych. Przebywał na placówkach w Wietnamie, Tunezji oraz, jako ambasador, w Mongolii (1980–1984) i Algierii (1990–1995).